# Małgorzata Kossowska
Małgorzata Kossowska (ur. 22 lipca 1968) – profesor nauk społecznych, członek korespondent Polskiej Akademii Nauk od 2016 roku, dyrektor Instytutu Psychologii Uniwersytetu Jagiellońskiego.  Jej specjalnością naukową jest psychologia poznania społecznego.
W 1996 roku uzyskała stopień doktora w obszarze psychologii za rozprawę „Związki strategii poznawczych, inteligencji i osobowości” wykonaną pod kierunkiem prof. Edwarda Nęcki, a w 2006 stopień doktora habilitowanego w tym samym obszarze za pracę „Umysł niezmienny... Poznawcze mechanizmy sztywności”. Oba stopnie uzyskała na Wydziale Filozoficznym Uniwersytetu Jagiellońskiego. W 2011 roku nadano jej tytuł profesora nauk społecznych.

## Wybrane publikacje naukowe
Jest autorką m.in.:
- Kossowska, M., Trejtowicz, M., de Lemus, S., Bukowski, M., Van Hiel, A. & Goodwin, R. (2011). Relationships between right-wing authoritarianism, terrorism threat and attitudes towards restrictions of civil rights: A comparison among four European countries. British Journal of Psychology, str 102;

- Sędek, G, Kossowska, M., & Rydzewska, K. (2014). The importance of adult life-span perspective in explaining variations in political ideology. Behavioral and Brain Sciences, str. 37;

- Roets, A., Kruglanski, A., Kossowska, M., Pierro, A. Hong, Y. (2015) The Motivated Gatekeeper of Our Minds: New Directions in Need for Closure Theory and Research. Advances in Experimental Social Psychology, str. 52;

- Kossowska, M., Czernatowicz-Kukuczka, A., & Sekerdej, M. (2017). Many faces of dogmatism: Prejudice as a way of protecting certainty against value-violators among dogmatic believers and atheists. British Journal of Psychology, 08, str. 127–147.doi: 10.1111/bjop.12186

- Kossowska, M., Szwed, P., Czernatowicz-Kukuczka, A., Sekerdej, M. i Wyczesany, M. (2017). From threat to relief: Expressing prejudice towards atheists as a self-regulatory strategy protecting the religious orthodox from threat. Frontiers in Psychology, 8:873. doi: 10.3389/fpsyg.2017.00873

## Odznaczenia
Uzyskała następujące nagrody i odznaczenia:
- Medal za osiągnięcia naukowe dla zaawansowanego badacza nadany przez Polskie Stowarzyszenie Psychologii Społecznej, 2014;
- Laur Jagielloński (2016);
- Nagroda im. Tadeusza Tomaszewskiego – za najlepszą książkę psychologiczną – 2008;
- Nagroda Fundacji im. Krzyżanowskiego – 2006;
- Nagroda tygodnika „Polityka” (za program „Zostańcie z nami”) – 2001.